# Wilhelm Glissmann
Wilhelm Glissmann (ur. 1907, zm. ?) – zbrodniarz hitlerowski, członek załogi niemieckiego obozu koncentracyjnego Mauthausen-Gusen i SS-Unterscharführer.
Członek NSDAP od 1932 i Waffen-SS od 7 listopada 1939. W lutym 1940 rozpoczął służbę w Gusen, podobozie Mauthausen, jako strażnik. Następnie od maja do września 1942 był konwojentem drużyn roboczych pracujących przy budowie dróg w podobozie Voecklabruck. We wrześniu 1942 Glissmann został przeniesiony do podobozu Ternberg, gdzie pełnił służbę wartowniczą. Od marca do października 1943 sprawował z kolei funkcję sierżanta oddziałów wartowniczych w podobozie Wiener-Neudorf. Następnie do 14 lutego 1945 pełnił służbę w podobozie Aflens, wreszcie od 15 lutego do 3 kwietnia 1945 Glissmann był strażnikiem w komandzie budującym tunele w podobozie Peggau.
W procesie załogi Mauthausen-Gusen (US vs. Eduard Dlouhy i inni) skazany został na 3 lata pozbawienia wolności przez amerykański Trybunał Wojskowy w Dachau za znęcanie się nad więźniami. Poza tym wykazano jego udział w śmierci od 20 do 25 więźniów podczas transportu z Peggau do obozu głównego Mauthausen w kwietniu 1945.